# Бербераті
Бербера́ті (фр. Berbérati; санго Bereberäti) — місто в префектурі Мамбере-Кадеї в Центральноафриканській Республіці. Місто є третім за значенням в країні.
Населення міста становить 76 918 осіб (2003; 27285 в 1975, 41891 в 1988).
Місто відійшло від Франції до Німеччини 4 листопада 1911 року в результаті Мароккансько-Конголезького договору — увійшло до складу Нового Камеруну. В ході Першої світової війни місто було повернуто Франції і увійшло до складу Убангі-Шарі. В 1940 році була утворена місцева єпархія католицької церкви.
Біля міста є аеропорт.